# Moritz Retzsch

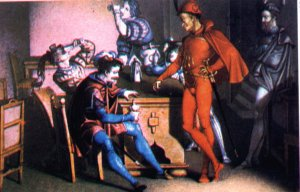
Escena de Fausto.

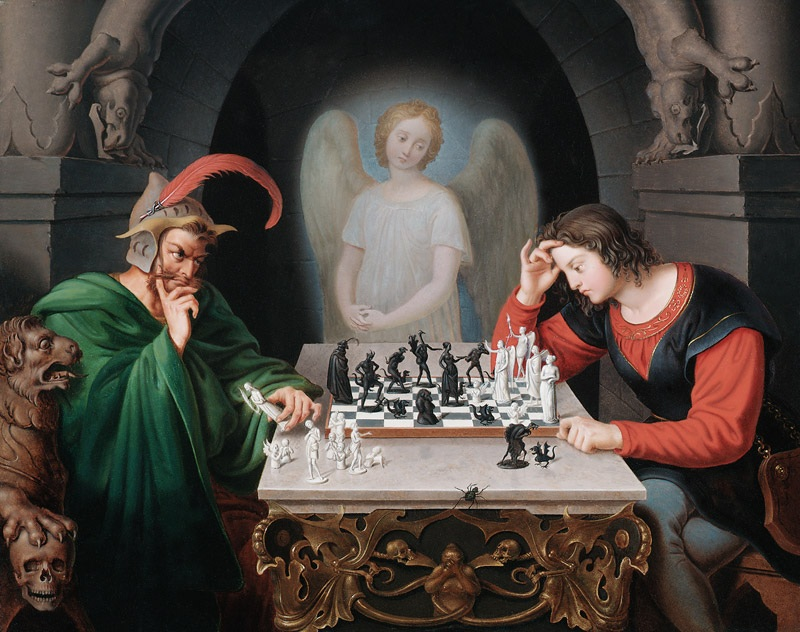
Die Schachspieler (Los jugadores de ajedrez).

Friedrich August Moritz Retzsch (9 de diciembre de 1779-11 de junio de 1857) fue un pintor, dibujante y grabador alemán.
Retzsch nació en la capital sajona, Dresde. Se unió a la Academia de Bellas Artes de Dresde en 1798 bajo la dirección de Cajetan Toscani y Józef Grassi, trabajando más tarde de forma autodidacta, copiando los famosos cuadros de la Galería de Pinturas de los Maestros Antiguos, entre ellos una copia de la Madonna Sixtina. Fue nombrado miembro de la Academia en 1817 y profesor en 1824. La editorial Cotta encargó ilustraciones para Fausto de Johann Wolfgang Goethe (26 láminas), lo que le permitió ser económicamente independiente. A Goethe le gustó su trabajo e ilustró obras de otros autores famosos, sobre todo Lied von der Glocke de Friedrich Schiller (43 láminas), una Galería de Shakespeare (80 láminas) y Baladas de Bürger (15 láminas). También hizo pinturas al óleo sobre temas clásicos y retratos. Muchas de sus obras fueron creadas en una casa en Lößnitz, con vista al valle del Elba.[cita requerida]
Como enólogo, fue miembro de la asociación de vinos de Sajonia desde 1799 en adelante. Retzsch murió en Oberlössnitz/Radebeul.